# Tonware

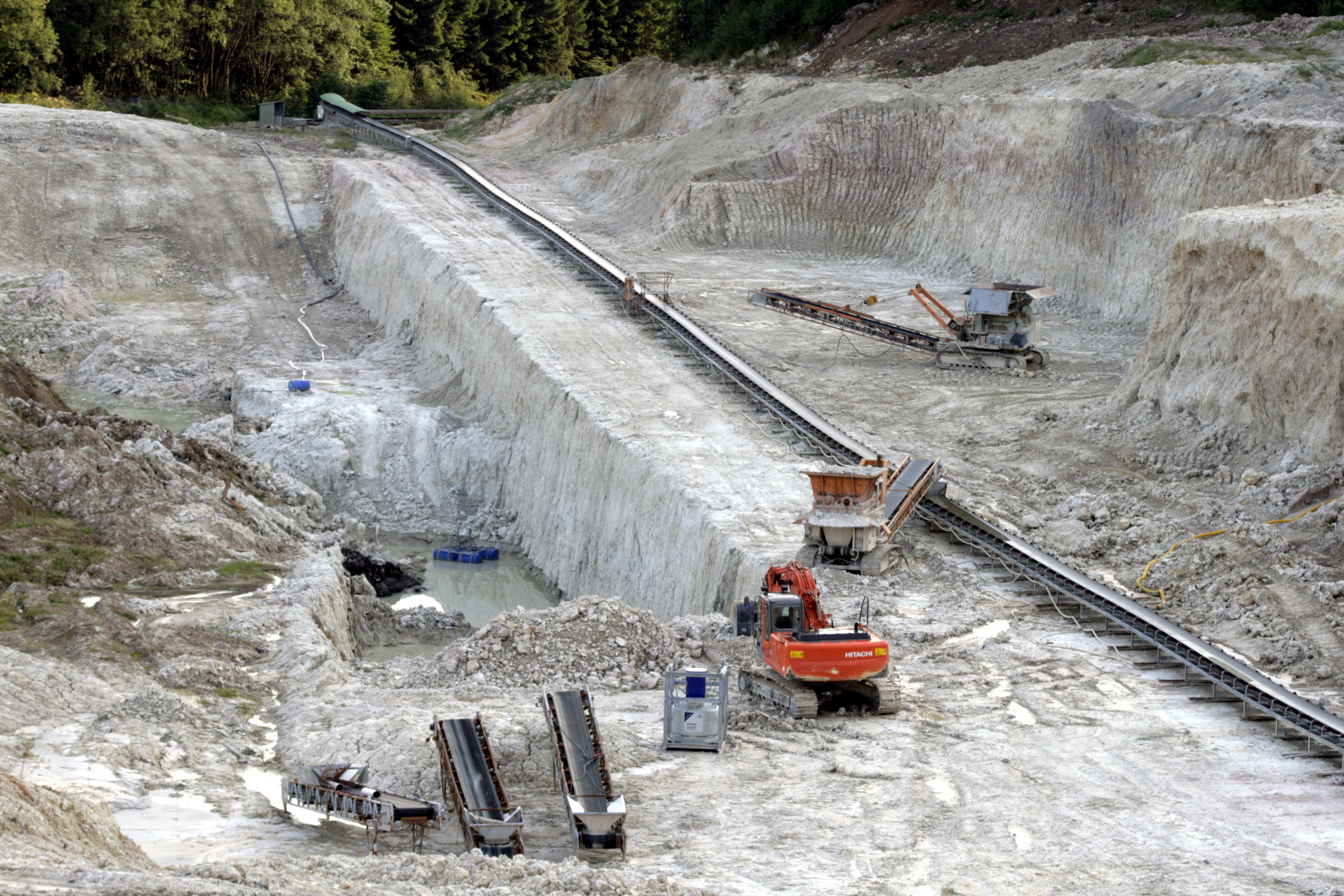
Tongrube „Wimpsfeld II“ bei Mengerskirchen im Westerwald

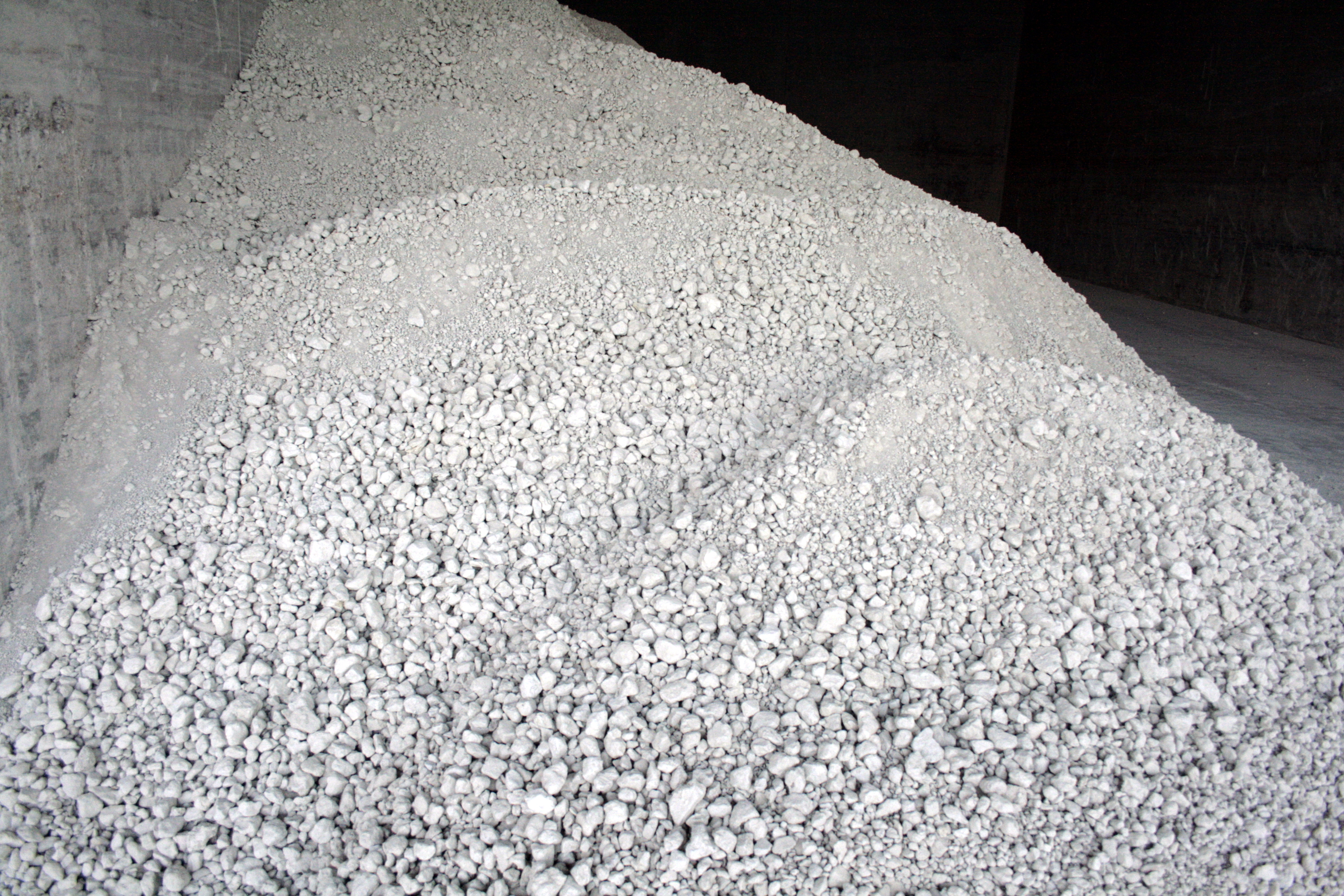
Ton nach der Aufbereitung im Mahl- und Mischwerk

Tonware ist die Bezeichnung für eine Gruppe keramischer Massen, bei welcher der Scherben der erzeugten Produkte oder Gegenstände während des Brennprozesses nicht sintert und somit unglasiert wasserdurchlässig ist.
| Klasse: Irdengut | Unterklasse: Sonstiges Irdengut | Gruppe: Tonware | Untergruppe 1: Tonware unglasiert Untergruppe 2: Tonware glasiert |

## Herstellung
Tonware besteht in der Regel aus Ton, Quarz, Feldspat und ggf. stabilisierender Magerung und weiteren Beimischungen.
Die Brenntemperatur ist niedriger als bei Sinterzeug (900–1.100 °C), deshalb kann der Scherben nicht sintern und wird somit im Gegensatz zu Steinzeug und Porzellan nicht wasserdicht. Um dennoch wasserdichte Keramik
zu erzeugen, muss Glasur aufgebracht und eingebrannt werden.

## Eigenschaften
Tonware ist nicht durchscheinender, kristallisierter Scherben, der porös, hart und fest ist. Es ist unglasiert wasserdurchlässig.

## Nutzung
Tonware gehört zu den ältesten Keramiken und erfreut sich bis heute wegen seiner dem Porzellan ähnlichen Gebrauchseigenschaften, großer Nachfrage und Beliebtheit.
Die wohl bekanntesten Produkte dieser Gruppe sind:
- Untergruppe Tonware unglasiert: Terrakotta
- Untergruppe Tonware glasiert: Majolika,  Fayence und Frittenporzellan die auch als Halbporzellan bezeichnet werden.